# Agron Tufa
Agron Tufa (* 1967 in Suhadoll) ist ein albanischer Schriftsteller, Dichter und Übersetzer.
Tufa arbeitete zuerst als Bergarbeiter in seiner Heimatregion Dibra. Für Gedichte, die er nebenbei verfasst hatte, gewann er 1989 einen albanischen Literaturpreis. Nach der politischen Wende konnte Tufa an der Universität Tirana albanische Sprach- und Literaturwissenschaften studieren. Er setzte sein Studium ab Mitte der 90er Jahre in Moskau fort.
Tufa hat Zeitschriften für Literatur und Poesie herausgegeben. Neben dem Verfassen eigener literarischer und poetischer Werke hat er auch russische Literatur ins Albanische übersetzt. Er erhielt zahlreiche Preise. Tufa unterrichtete auch an der Universität Tirana.
Nebenbei war Tufa einer der Direktoren des Instituts für Studien der kommunistischen Verbrechen in Tirana, das immer wieder Verbrechen des kommunistischen Regimes aufdeckte. Führende Politiker warfen Tufa deshalb vor, faschistische Machenschaften zu decken. 2019 beantragte er Asyl in der Schweiz, nachdem er mehrere Todesdrohungen erhalten hatte.

## Werke (Auswahl)
- Dueli (2002)
- Fabula rasa (2004)
- Mërkuna e zezë (2005)
- Tenxherja (2009)